# Boborás
Boborás és un municipi de la província d'Ourense a Galícia. Pertany a la Comarca do Carballiño.
| 7.399 | 7.066 | 6.919 | 5.113 | 3.214 |
| Fonts: INE i IGE (Els criteris de registre censal variaren i les dades de l'INE i de l'IGE poden no coincidir.) |       |       |       |       |

## Parròquies
- Albarellos (San Miguel)
- Astureses (San Xulián)
- Brués (San Fiz)
- Cameixa (San Martiño)
- Cardelle (San Silvestre)
- Feás (Santo Antón)
- Laxas (San Xoán)
- Moldes (San Mamede)
- Moreiras (Santa Mariña)
- Pazos de Arenteiro (San Salvador)
- O Regueiro (San Pedro)
- Xendive (San Mamede)
- Xurenzás (San Pedro)
- Xuvencos (Santa María)